# Homing Head
Das Homing Head (englisch für Zielfindungslandspitze) ist eine bis zu 60 m hohe, von Felsenkliffs gesäumte Landspitze an der Nordostküste von Horseshoe Island vor der Fallières-Küste des Grahamlands auf der Antarktischen Halbinsel. Sie bildet die Nordostseite der Sally Cove.
Das UK Antarctic Place-Names Committee benannte sie im Jahr 1958. Namensgebend war der Umstand, dass die Landspitze den Hundeschlittenmannschaften des Falkland Islands Dependencies Survey als Orientierungspunkt für die Rückkehr zur Station auf Horseshoe Island diente.